# Linda M. Scott
Linda M. Scott, auch Linda Scott, (geb. 24. August 1952) ist eine US-amerikanische Wirtschafts- und Kommunikationswissenschaftlerin. Sie ist Expertin für die wirtschaftliche Entwicklung von Frauen und emeritierte Professorin für Unternehmertum und Innovation an der Universität Oxford. Sie gilt als Erfinderin der sogenannten Double X Economy, einem Konzept, das die Rolle der Frauen in der globalen Wirtschaft untersucht. Ihr Buch Das weibliche Kapital ist das Ergebnis ihrer jahrelangen, internationalen Forschung zu dem Thema. Sie entwirft darin eine feministische Ökonomie.

## Leben
Scott wuchs in Texas auf und studierte amerikanische Literatur und Geschichte an der University of Texas in Austin. Sie erwarb einen MBA an der Cox School of Business der Southern Methodist University und einen Doktortitel in Kommunikationswissenschaften an der University of Texas in Austin.
Scott begann ihre akademische Karriere in den Bereichen Werbung, Kunst, Frauenforschung und Kommunikation an der University of Illinois Im Jahr 2006 wechselte sie an die Saïd Business School der Universität Oxford.
Scotts Blog The Double X Economy befasst sich mit der globalen Wirtschaft der Frauen – als Investorinnen, Spenderinnen, Arbeitnehmerinnen und Konsumentinnen – sowohl in den Industrie- als auch in den Entwicklungsländern. Sie bloggt auch für das Weltwirtschaftsforum, Forbes und Bloomberg Businessweek über Genderfragen. Im Jahr 2013 gründete sie Power Shift, das Oxford Forum for Women in the World Economy, und kuratierte bis 2016 jährliche Themenprogramme für das Forum in Oxford und an der Georgetown University. Prospect wählte Scott in den Jahren 2014 und 2015 zu einer der Top 25 Global Thinkers.
In ihrem 2020 erschienenen Buch The Double X Economy (Das weibliche Kapital) zeigt Scott akribisch auf, wie ein großer Teil der Frauen immer noch systematisch aus dem Arbeitsmarkt ausgeschlossen wird. Sie zeigt auf, dass der Weg zur Gleichstellung über die ökonomische Stärkung der Frauen und Bekämpfung der Ungleichheit führt. Sie argumentiert, dass eine gleichberechtigte wirtschaftliche Teilhabe von Frauen „einigen der kostspieligsten Übel in der Welt ein Ende setzen und gleichzeitig Wohlstand für alle schaffen“ würde. Sie macht Vorurteile und Bigotterie unter Ökonomen, Regierungen und supranationalen Organisationen dafür verantwortlich, dass die wirtschaftlichen Argumente für einen Wandel ignoriert werden. Das Buch kam in die engere Wahl für die 2020 Royal Society Prizes for Science Books und stand auf der Longlist für den 2020 Financial Times and McKinsey Business Book of the Year Award.

## Publikationen
Eine umfassende Liste ihrer Publikationen findet sich in ihrem Curriculum Vitae der Universität Oxford. Hier eine Auswahl:
- The Double X Economy, The Epic Potential of Empowering Women, 2020. ISBN 978-0-571-35360-6
  - (dt. Übers.) Das weibliche Kapital, 2020. ISBN 3-446-26780-8
- CHAPTER 3: Shampoo, saris and SIM cards: seeking entrepreneurial futures at the bottom of the pyramid, 2018
- Interview with Paula Alex, CEO of the Advertising Educational Foundation, 1985–2016, 2017
- Schoolgirls’ experience and appraisal of menstrual absorbents in rural Uganda: a cross-sectional evaluation of reusable sanitary pads, 2016
- Measuring the prevalence and impact of poor menstrual hygiene management: A quantitative survey of schoolgirls in rural Uganda, 2016
- Uppity Women Unite! Marketing the Women’s Movement in America, 2016
- Linda Scott, Mary Johnstone-Louis, Catherine Dolan, Kimberly Sugden, and Maryalice Wu (2012), “Enterprise and Inequality: The Case of Avon in South Africa,” Entrepreneurship Theory and Practice, forthcoming May 2012.
- Beyond Poverty: Social Justice in a Global Marketplace, Journal of Public Policy and Marketing. 2011